# Élection à la direction du Parti conservateur britannique de 2024
L'élection à la direction du Parti conservateur de 2024 vise à choisir la personne devant prendre la tête du Parti conservateur après de la démission de celle-ci par Rishi Sunak à la suite de la pire défaite électorale du Parti conservateur aux élections générales du 4 juillet 2024.

## Contexte
À la suite des élections générales de 2024, le Parti conservateur enregistre sa plus importante défaite électorale depuis 1906. Dans la foulée de ce résultat, le Premier ministre sortant et chef du Parti conservateur Rishi Sunak annonce sa démission à la tête du parti — bien que restant jusqu'à ce qu'un successeur soit désigné.

## Procédure
Les principes de la procédure de sélection du chef du Parti conservateur sont fixés dans la constitution du parti, tandis que les règles détaillées sont convenues par l'exécutif du Comité de 1922 en consultation avec le Conseil du Parti conservateur.
Les candidats, qui doivent être des députés membres du Parti conservateur, doivent recueillir au moins 10 parrainages parmi les 121 députés conservateurs. Les parrainages doivent être recueillis avant le 29 juillet 2024. Ensuite, les députés doivent se mettre d'accord sur deux noms que les 170 000 adhérents du parti doivent départager par un vote en ligne avant le 28 octobre, soit sur un seul nom qui deviendra le nouveau chef du parti.

## Candidats
| Candidat       | Fonctions actuelles | Déclaration de candidature |
| -------------- | --- | -------------------------- |
| Kemi Badenoch  | - Députée de North West Essex (depuis 2024) et de Saffron Walden (2017–2024) - Secrétaire d'État au Logement, aux Communautés et au Gouvernement local du cabinet fantôme depuis 2024 | 28 juillet 2024            |
| James Cleverly | - Député de Braintree depuis 2015 - Secrétaire d'État à l'Intérieur du cabinet fantôme depuis 2024                                                                                    | 23 juillet 2024            |
| Robert Jenrick | Député de Newark depuis 2014 | 25 juillet 2024            |
| Priti Patel    | Députée de Witham depuis 2010 | 27 juillet 2024            |
| Mel Stride     | - Député de Central Devon depuis 2010 - Secrétaire d'État au Travail et aux Retraites du cabinet fantôme depuis 2024                                                                  | 26 juillet 2024            |
| Tom Tugendhat  | - Député de Tonbridge (depuis 2024) et de Tonbridge and Malling (2015–2024) - Ministre à la Sécurité du cabinet fantôme depuis 2024                                                   | 24 juillet 2024            |

## Résultats
| Candidats | Candidats      | Vote des députés     | Vote des députés     | Vote des députés     | Vote des députés     | Vote des députés  | Vote des députés  | Vote des députés  | Vote des députés  | Vote des adhérents | Vote des adhérents |
| Candidats | Candidats      | 1er tour 4 septembre | 1er tour 4 septembre | 2e tour 10 septembre | 2e tour 10 septembre | 3e tour 8 octobre | 3e tour 8 octobre | 4e tour 9 octobre | 4e tour 9 octobre | Vote des adhérents | Vote des adhérents |
| Candidats | Candidats      | Votes                | %                    | Votes                | %                    | Votes             | %                 | Votes             | %                 | Votes              | %                  |
| --------- | -------------- | -------------------- | -------------------- | -------------------- | -------------------- | ----------------- | ----------------- | ----------------- | ----------------- | ------------------ | ------------------ |
|           | Robert Jenrick | 28                   | 23,4                 | 33                   | 27,7                 | 31                | 25,8              | 41                | 33,9              | 41 388             | 43,5               |
|           | Kemi Badenoch  | 22                   | 18,2                 | 28                   | 23,5                 | 30                | 25,0              | 42                | 34,7              | 53 806             | 56,5               |
|           | James Cleverly | 21                   | 17,4                 | 21                   | 17,6                 | 39                | 32,5              | 37                | 30,6              | Éliminé            | Éliminé            |
|           | Tom Tugendhat  | 17                   | 14,0                 | 21                   | 17,6                 | 20                | 16,7              | Éliminé           | Éliminé           | Éliminé            | Éliminé            |
|           | Mel Stride     | 16                   | 13,2                 | 16                   | 13,4                 | Éliminé           | Éliminé           | Éliminé           | Éliminé           | Éliminé            | Éliminé            |
|           | Priti Patel    | 14                   | 11,6                 | Éliminée             | Éliminée             | Éliminée          | Éliminée          | Éliminée          | Éliminée          | Éliminée           | Éliminée           |
| Total     | Total          | 118                  | 97,5                 | 119                  | 98,3                 | 120               | 99,1              | 120               | 99,1              | 95 194             | 72,8               |